# IC 1126
IC 1126 — галактика типу * (зірка) у сузір'ї Змія.
Цей об'єкт міститься в оригінальній редакції індексного каталогу.